# Szimplex

A 2 dimenziós szimplex egy szabályos háromszög

A szimplex a matematikában a háromszög illetve a tetraéder általánosítása végesdimenziós vektortérre. n dimenziós vektortérben n+1 affin független (azaz nem egy hipersíkba eső) pont konvex burkaként fogalmazható meg.

## Jellemzése
- egy n dimenziós szimplexnek létezik (n-1) dimenziós, (n-2) dimenziós,…, i dimenziós, …, 2 dimenziós, 1 dimenziós, 0 dimenziós lapja;
- egy ilyen k dimenziós lap pontosan egy k dimenziós szimplexnek felel meg
- 0 dimenziós lapok a csúcsokat jelentik, ebből n dimenziós szimplex esetén n+1 darab van
- 1 dimenziós lapok az éleket jelentik, ebből n·(n + 1)/2 darab van
- az i dimenziós lapok számát pedig {\displaystyle {n+1 \choose i+1}} binomiális együttható adja meg.

## Példák
- A 0 dimenziós szimplex: azon x1 nemnegatív (pozitív vagy 0) koordinátájú pontok halmaza az 1 dimenziós euklideszi térben (számegyenesen), amelyekre x1 = 1. Ez egy pont.
- Az 1 dimenziós szimplex: azon (x1, x2) nemnegatív koordinátájú pontok halmaza a 2 dimenziós euklideszi térben (számsíkon), amelyekre x1 + x2 = 1. Ez egy szakasz.
- A 2 dimenziós szimplex: azon (x1, x2, x3) nemnegatív koordinátájú pontok halmaza a 3 dimenziós euklideszi térben, amelyekre x1 + x2 + x3 = 1. Ez egy {\displaystyle {\sqrt {2}}} oldalú szabályos háromszög.
- 1 dimenziós szimplex egy A1A2 szakasz
  - csúcsainak száma: 1+1=2
- 2 dimenziós szimplex a szabályos háromszög
  - csúcsainak száma: 2+1=3
  - éleinek száma: {\displaystyle {3 \choose 2}=3}, ez az él pedig pontosan a 2-1 dimenziós szimplex
- 3 dimenziós szimplex a szabályos tetraéder
  - csúcsainak száma: 3+1=4
  - éleinek száma: {\displaystyle {4 \choose 2}=6}
  - lapjainak száma pedig {\displaystyle {4 \choose 3}=4}, ezek a lapok szabályos háromszögek, vagyis a 2 dimenziós szimplexek
- 4 dimenziós szimplexet származtathatjuk a következőképpen:
  - a szabályos tetraéder belsejében, melynek csúcsait jelöljük A, B, C, D-vel, a 4. dimenzió mentén vegyünk fel egy E pontot, melyre teljesül, hogy az EA = EB = EC = ED = AB (azaz bármely két pont távolsága egyenlő).
  - Az E pontot összekötve A-val, B-val, C-vel és D-vel egy 5 csúcsú, 10 élű, 10 lapú, és 5 tetraéder, mint 3 dimenziós lapot tartalmazó poliédert kapunk

## További tulajdonságok
- Tekintsük {\displaystyle n\leq 5} esetén az n dimenziós teret. Ha ebben A0, A1, …Ai,…An n+1 darab pont, és az ezekbe mutató helyvektorokból képzett {\displaystyle \mathbf {a} _{1}-\mathbf {a} _{0}}, {\displaystyle \mathbf {a} _{2}-\mathbf {a} _{0}}, …, {\displaystyle \mathbf {a} _{n}-\mathbf {a} _{0}} vektorok lineárisan függetlenek, akkor az Ai {\displaystyle (0\leq i\leq n)} pontok konvex burka egy n dimenziós szimplex.
- A szimplexeket egyszerűen ábrázolhatjuk gráfok segítségével: egy n dimenziós szimplexnek egy n+1 csúcsú teljes gráf felel ekkor meg.

| Név           | Pont | Szakasz | Háromszög | Tetraéder |   |   |   |   |
| Dimenzió      | 0    | 1       | 2         | 3         | 4 | 5 | 6 | 7 |
| Csúcsok száma | 1    | 2       | 3         | 4         | 5 | 6 | 7 | 8 |
| Gráf          |      |         |           |           |   |   |   |   |

## Az információelméletben
- Egyirányú kommunikáció két pont között.

## Lásd még
- Szimplex módszer